# マリーア・マッダレーナ・ダウストリア
マリーア・マッダレーナ・ダウストリア（Maria Maddalena d'Austria, 1589年10月7日 - 1631年11月1日）は、トスカーナ大公コジモ2世妃。ドイツ語名マリア・マグダレーナ・フォン・エスターライヒ（Maria Magdalena von Österreich）。

## 生涯
オーストリア大公カール2世（神聖ローマ皇帝フェルディナント1世の三男）とマリア・アンナ・フォン・バイエルン（カール2世の姉アンナの娘）の娘として、グラーツで生まれた。
1608年、コジモと結婚。8子をもうけた。
マリーア・マッダレーナは1631年にパドヴァで亡くなった。

## 子女
- マリーア・クリスティーナ（1609年 - 1632年）
- フェルディナンド2世・デ・メディチ（1610年 - 1670年）
- ジャンカルロ（1611年 - 1663年） - 枢機卿
- マルゲリータ（1612年 - 1679年） - パルマ公オドアルド1世妃
- マッテオ（1613年 - 1617年）
- フランチェスコ（1614年 - 1634年）
- アンナ（1616年 - 1676年） - オーストリア大公フェルディナント・カール妃。レオポルト1世の皇后クラウディア・フェリーツィタスの母。
- レオポルド（1617年 - 1675年） - 枢機卿